# IATF
International Automotive Task Force (IATF, česky Mezinárodní automobilová pracovní skupina) je pracovní skupina vytvořená některými automobilkami za účelem zvyšování a standardizace kvality výroby v dodavatelském řetězci. Účelem je u dodavatelů zajistit prvotřídní jakost, produktivitu, konkurenceschopnost a neustálé zlepšování, ale také standardizovat systém certifikace a auditování. Výsledkem této snahy je vytvoření a zavedení standardu IATF 16949 z roku 2016.